# Utau
UTAU — японський вокальний синтезатор, створений Ameya/Ayame. Програма схожа на Vocaloid з різницею в тому, що використовує ліцензію shareware.

## Використання в музиці
Ліцензійні пісні з альбому Graduation від Lie з участю Касане Тето були доступні для скачування спеціальним випуском. Це перше ліцензійне видання. Momo Momone відома завдяки пісні «Nyanyanyanyanyanyanya!», яка була завантажена користувачем daniwellP на японський відеохостинг Nico Nico Douga 25 липня 2010 року. Ця пісня стала популярною завдяки відео «Nyan Cat».

## Культурний вплив
Хоча програмне забезпечення є дуже популярним в Японії, воно зобов'язане популярності Vocaloid. Сама програма вперше стала популярною в 2008 році, коли творець Касане Тето в рамках першоквітневого жарту випустив нібито нового персонажа Vocaloid. Вплив програмного забезпечення Vocaloid також призвів до того, що обидві програми стали використовуватися разом. Часто популярні маскоти Utau як Касане Тето, з'являються в таких Vocaloid-ЗМІ, як Maker Hikōshiki Hatsune Mix. Пізніше, UTAU почав надавати власний вплив на Vocaloid.